# Zamek (mechanizm)

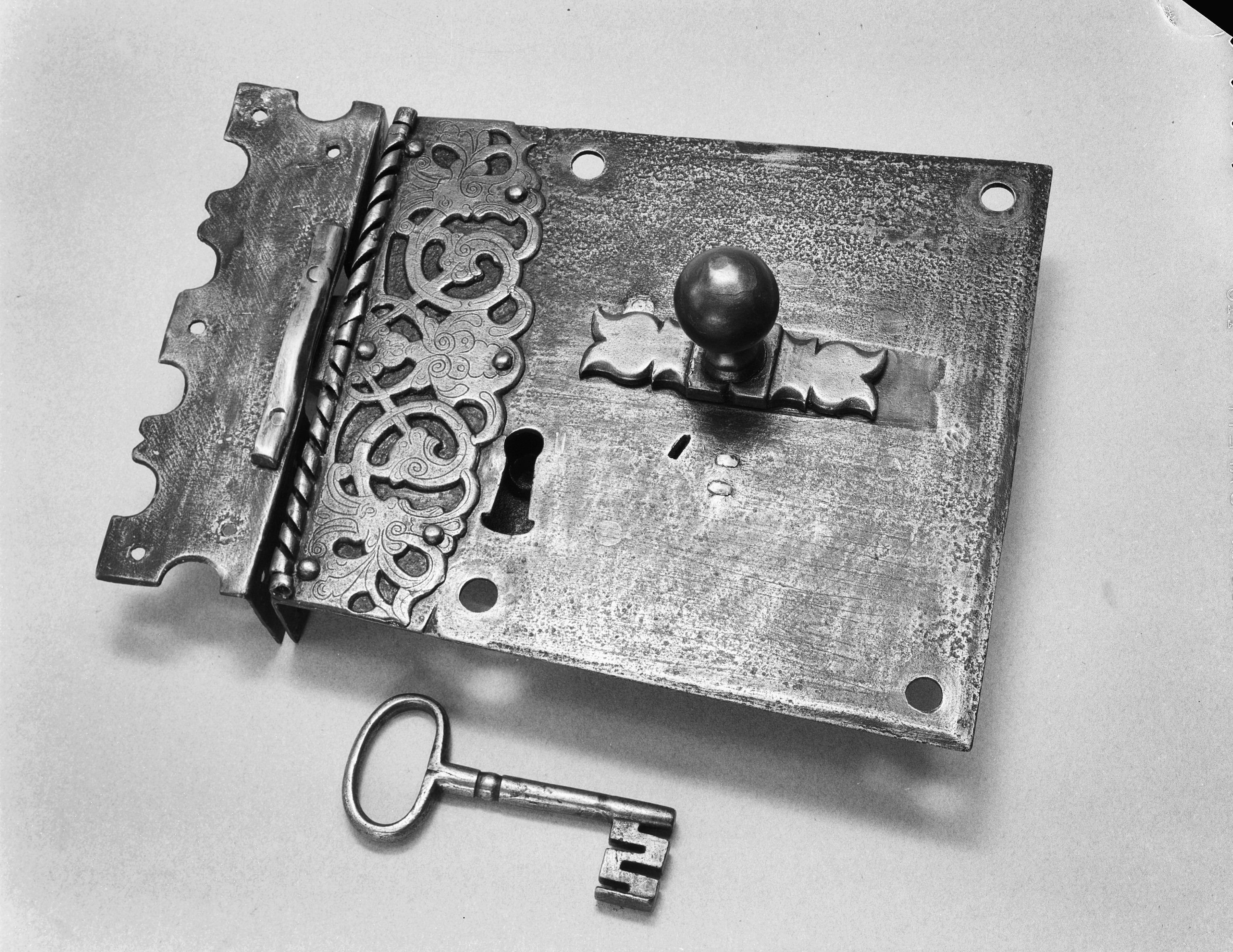
Zamek do drzwi

Animacja zamka otwieranego kluczem

Zamek – mechanizm wbudowany w drzwi (lub inny element o podobnym działaniu) i zabezpieczający dostęp do jakiejś ograniczonej przestrzeni, pomieszczenia itp. Do otwierania zamka zazwyczaj służy klucz.
Zamek do drzwi składa się z dwóch zasadniczych części – układu rozpoznającego klucz (niekiedy nie występuje) i mechanizmu ryglującego. Najczęściej rygiel napędzany jest mechanizmem zmieniającym ruch obrotowy klucza na ruch posuwisty rygla.
Najbardziej rozpowszechnione zamki mechaniczne działają na zasadzie podnoszonych zapadek ustawionych prostopadle do osi klucza. Klucz włożony do zamka ustawia umieszczone wewnątrz zapadki w pozycji umożliwiającej jego przekręcenie.

## Inne rodzaje zamków
- magnetyczny
  - proste urządzenie składające się z magnesu i metalowego okucia otwierane bez klucza, samym tylko przyłożeniem siły
  - zamek, w którym klucz jest sprzęgany z mechanizmem za pomocą pola magnetycznego
- elektroniczny – zamek jak i klucz ma zaprogramowany specjalny kod umożliwiający przekręcenie
- szyfrowy – rolę klucza spełnia szyfr wprowadzany za pomocą pokręteł, gałek lub innych urządzeń
- zasuwa – możliwy do otwarcia z jednej strony drzwi kluczem, a z drugiej ręcznie (bez pomocy klucza)
- zamek bębenkowy

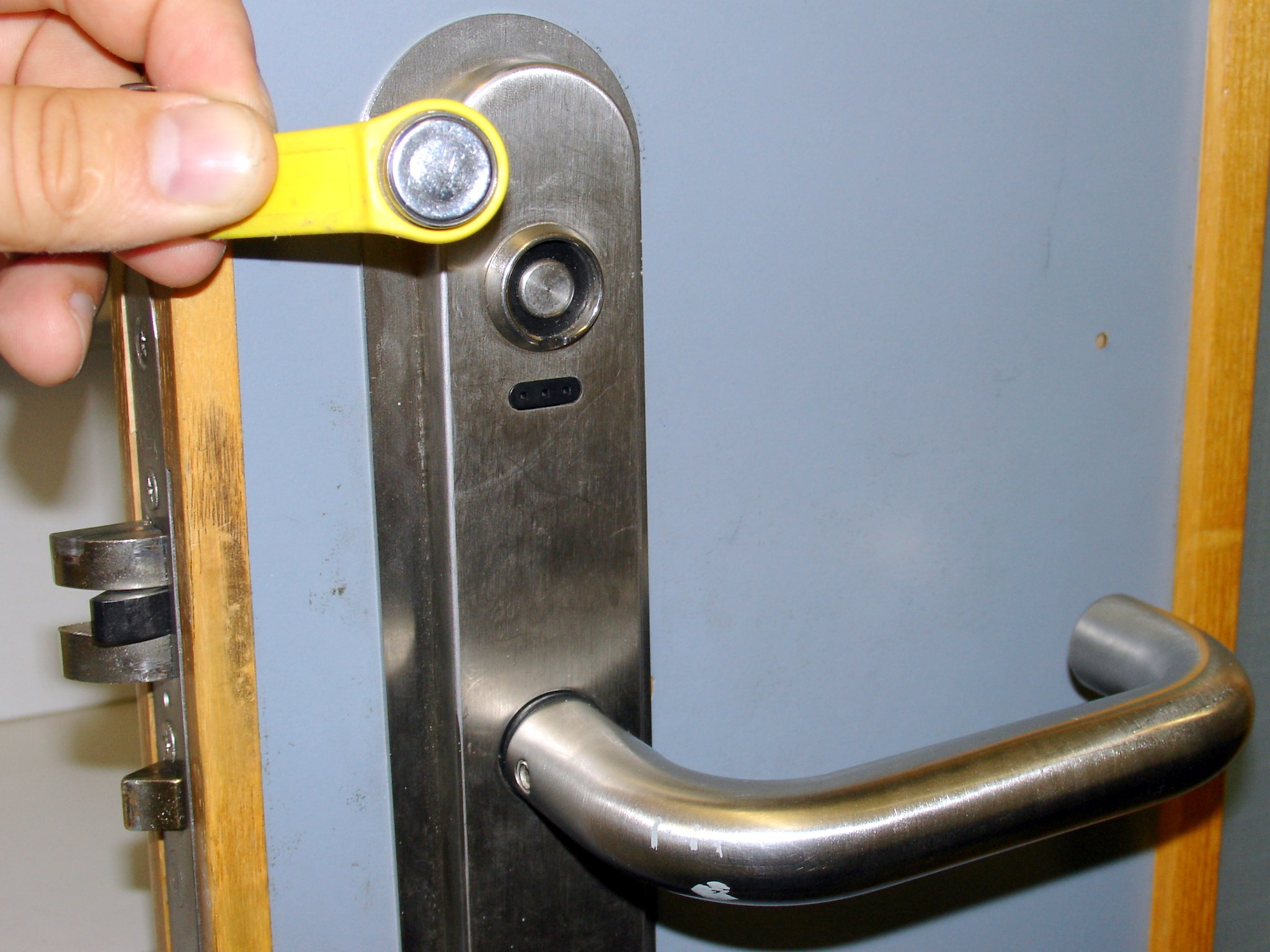
Zamek i klucz elektroniczny typu iButton
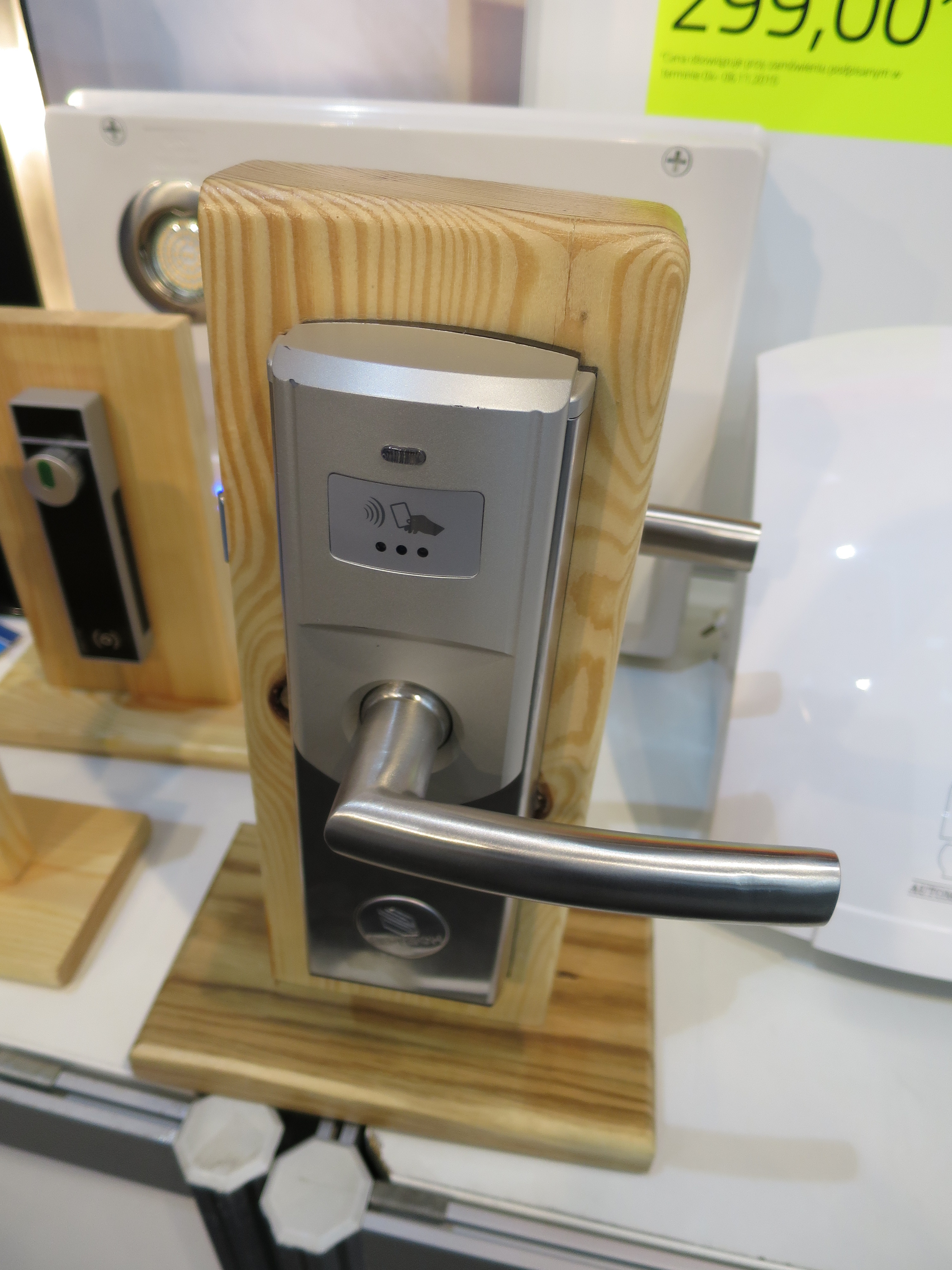
Zamek hotelowy na kartę RFiD z kluczem awaryjnym